# Domenico Ferrata
Domenico Ferrata (Gradoli, 4 de marzo de 1847-Roma, 10 de octubre de 1914) fue un prelado católico italiano y diplomático de la Santa Sede y cardenal secretario de Estado.

## Biografía
Nacido en Gradoli, estudió filosofía y teología católica en varias universidades romanas.
Ordenado sacerdote 1869, fue creado cardenal el 22 de junio de 1896 por el papa León XIII.
Sirvió como nuncio apostólico en Bélgica y luego en Francia.
Murió en Roma el 10 de octubre de 1914. Está enterrado en el cementerio de su ciudad natal.
| Predecesor: Rafael Merry del Val | Secretario de Estado de la Santa Sede 1914 | Sucesor: Pietro Gasparri |

- Datos: Q691905
- Multimedia: Domenico Ferrata / Q691905